# Within the Woods
Within the Woods es un cortometraje de terror estadounidense de 1978, dirigido y escrito por Sam Raimi y protagonizado por Bruce Campbell y Ellen Sandweiss. Se considera una precuela de la obra de culto de Raimi, The Evil Dead.

## Argumento
Cuatro estudiantes universitarios, Bruce (Bruce Campbell), Shelly (Mary Valenti), Ellen (Ellen Sandweiss) y Scottie (Scott Spiegel), pasan unas vacaciones de amigos en una remota cabaña en los bosques de Tennessee. Al llegar, la pareja formada por Bruce y Ellen decide pasar un día de pícnic en un claro del bosque, mientas la otra pareja juega al Monopoly. Bruce descubre accidentalmente un crucifijo y una daga escarbando por los alrededores; el joven le cuenta sarcásticamente a su novia que el bosque es una tierra indígena sagrada plagada de espíritus, ella se ríe y a continuación se echan una siesta, mientras los objetos se prenden fuego por sí solos. Al despertar, Ellen no encuentra a Bruce a su lado y decide ir a buscarlo por el bosque. Tras un largo tiempo de búsqueda, la joven tropieza con una rama y al reincorporarse descubre el cadáver de su novio y, mientras se aparta del cadáver, de repente, percibe que algo se acerca; Ellen, horrorizada, cree que pueda ser el responsable de la muerte de Bruce y huye. La joven logra llegar a la cabaña, pero las puertas se encuentran cerradas y mientras trata de abrirlas con las llaves de su bolsillo, éstas se les caen, pero por fortuna Scottie abre la puerta y la joven consigue entrar.
Una vez dentro de la cabaña, nadie cree la historia de Ellen, y Scottie decide ir en busca de Bruce para comprobar que no esté muerto. Scottie, ya en el bosque, encuentra los objetos que Bruce había desenterrado anteriormente. Shelly decide ir en busca de Scottie, pues se ha demorado bastante, pero la asustada Ellen quiere que la acompañe; Shelly consuela a Ellen y a continuación se pone en marcha, pero al abrir la puerta se encuentra a Bruce horriblemente desfigurado y cubierto de sangre, quien levanta a Shelly por los aires y le clava en el cuello la daga. Ellen cierra la puerta y se esconde en la cocina, donde coge dos cuchillos para defenderse. De repente Scottie llega a la casa, pero es apuñalado por Ellen al confundirlo, pensando que se trataba de Bruce. Scottie, antes de morir, le entrega a la chica un revólver.
Ellen no tarda en descubrir que es la última superviviente, y decide enfrentarse al monstruo. Una vez dentro de la sala, la joven es atacada por Bruce, quien le dice únete a nosotros, pero Ellen usa la misma daga de Bruce para cortarle la mano y trata de escapar a través de la ventana. Bruce la agarra de las piernas y la arrastra por el suelo, una vez más, la protagonista trata de escapar pero a cambio recibe múltiples golpes en la cabeza, aunque consigue liberarse. Bruce se le aproxima pero la joven le clava entonces la daga al poseído. Ellen cree entonces que Bruce está ya muerto pero, de repente, es agarrada de la pierna por este y Ellen le golpea fuertemente en la cabeza con una pequeña estatua de la Virgen María y finalmente lo mutila sin parar con un hacha, matándolo.
Ellen, arrepentida, se pone a llorar junto al cadáver de su novio mientras un Scottie poseído se levanta del suelo.